# نورافکن ضدهوایی ۱۴

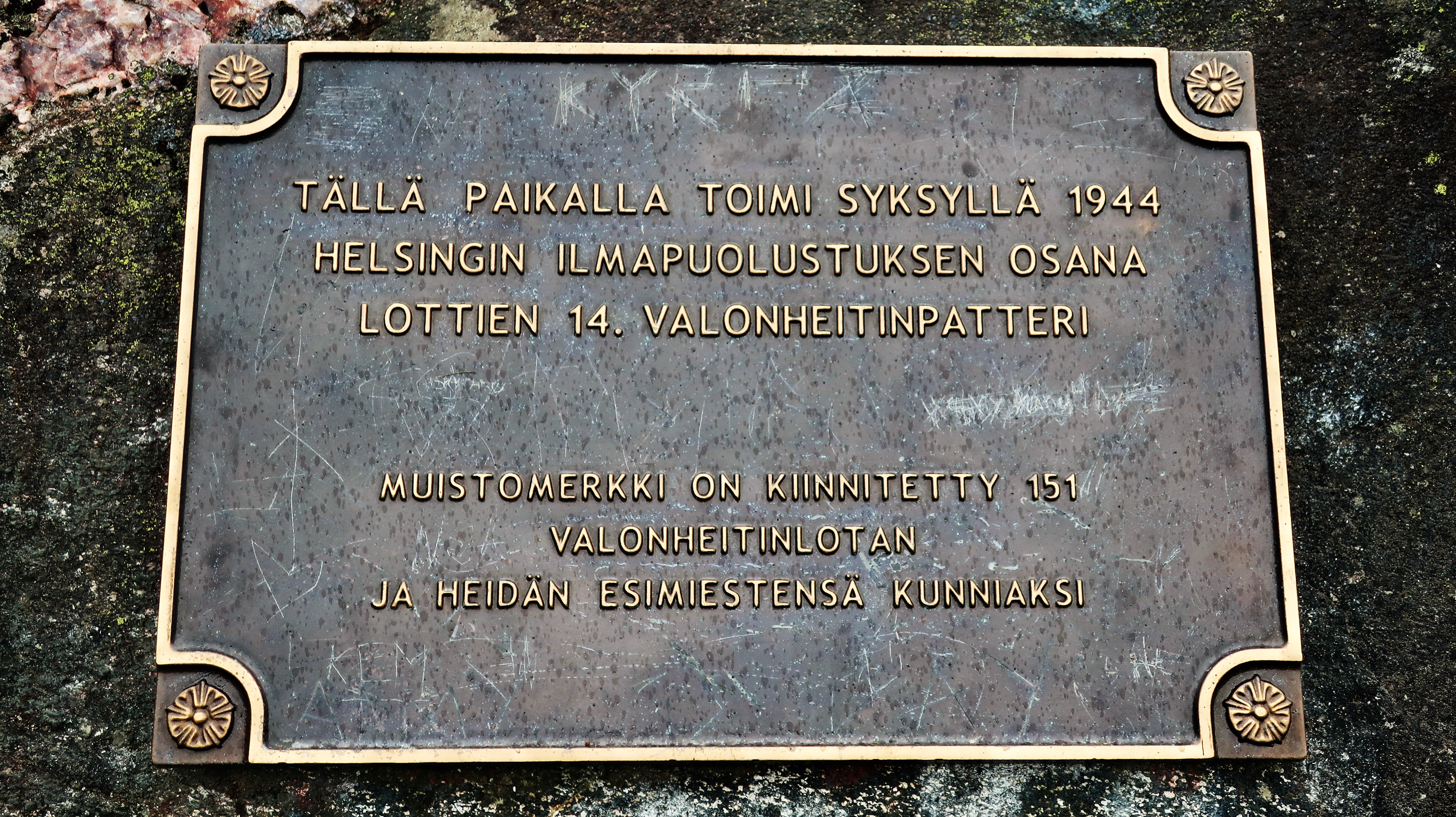
لوح یادبود نورافکن ضدهوایی ۱۴ در اسپو

نورافکن ضدهوایی ۱۴ یک نورافکن ضدهوایی فنلاندی بود که زنان سازمان لوتا سورد در دفاع هوایی در جنگ جهانی دوم از آن استفاده می‌کردند.
پیش از این، رسیدگی به امور این نورافکن ضدهوایی بر عهده مردان ارتش فنلاند بود که با عزیمت آنان به میدان جنگ، این وظیفه به زنان سپرده و در دفاع هوایی از هلسینکی مورد استفاده قرار می‌گرفت. این پایگاه تنها واحد مسلح متشکل از زنان در ارتش فنلاند بود که به عنوان یک واحد نظامی مناسب برای انجام وظایف رزمی سازماندهی شد. نورافکن ضدهوایی ۱۴ از اواخر تابستان ۱۹۴۴ تا پایان جنگ جهانی دوم فعال بود.
در طول جنگ جهانی دوم، برای جایگزینی مردانی که در ارتش مشغول شده بودند، لوتا سورد بسیج شد و در بیمارستان‌ها، در مواضع هشدار حمله هوایی و سایر وظایف کمکی همکاری نزدیک با ارتش داشت. این زنان به‌جز یک نورافکن ضدهوایی در سال ۱۹۴۴ رسماً غیرمسلح بودند ویرتانن استدلال می‌کند که «پاسخگویی آنها به ملت در انظار عمومی شکلی مردانه و نظامی داشت، اما جنبه خصوصی و زنانه‌ای داشت که شامل ویژگی‌هایی مانند مراقبت، کمک و دوست داشتن بود.» این سازمان پس از جنگ برچیده شد.

## پیشینه
با بهبود پدافند هوایی هلسینکی در بهار ۱۹۴۴ پس از بمباران هلسینکی در جنگ جهانی دوم، تصمیم گرفته شد تا تعدادی از پرسنل واحدهای نورافکن ضدهوایی با زنان جایگزین شوند تا کمبود نیروی انسانی ارتش فنلاند کاهش یابد. سیصد زن از بین دانشجویانی که قبلاً در وظایف نظارت هوایی کار می‌کردند انتخاب شدند، که از این تعداد ۲۱۵ نفر آموزش تخصصی استفاده از نورافکن ضدهوایی را دیده بودند. کارآموزان عمدتاً از دانشگاه صنعتی هلسینکی، دانشگاه هلسینکی و دانشکده هنرهای زیبای هلسینکی و همچنین مدارس تورکو و تامپره بودند.
آموزش در ۳۱ می ۱۹۴۴ در لایاسالو در هلسینکی آغاز شد، اما به یکباره فعالیت‌ها در ۹ ژوئن به حالت تعلیق درآمد زیرا هیچ تضمینی برای ادامه خدمت زنان پس از پاییز وجود نداشت چرا که مسئولیت‌های کاری دانشجویی فقط ماه‌های تابستان را پوشش می‌داد. این آموزش پس از ابراز علاقه زنان به این شغل و تعهد به خدمت تا زمانی که جنگ لازم باشد یا حداقل برای یک سال، ادامه یافت. سرانجام ۱۴۵ نفر انتخاب نهایی شدند. یک تعهد داوطلبانه کتبی برای ادامه خدمت و همچنین گذراندن یک معاینه پزشکی برای انجام وظیفه مداوم در فضای باز برای زنانی که مایل به خدمت در این یگان بودند مورد نیاز بود.
پس از اتمام دوره آموزشی در ۲۶ ژوئیه، این زنان به عنوان یگان نورافکن ضدهوایی ۱۴ رسماً به هنگ ۱ ضدهوایی متصل شدند. این نورافکن طبق ساختار فرماندهی زنجیره نظامی عادی عمل می‌کرد و در اوایل ماه اوت برای محافظت از کم خطرترین بخش شهر در منطقه شمال غربی هلسینکی تعیین شد. پس از آتش‌بس به دستور فرمانده نیروی هوایی در ۲۴ سپتامبر این یگان منحل شد.

## تمرین‌های نظامی
زنان منتخب تمرینات خود را با موفقیت به پایان رسانده و به چهار گروه تقسیم شدند: ۲۵ فرمانده گروه نورافکن، ۳۰ متخصص موقعیت‌یابی صوتی، ۶۳ مسئول نورافکن، و ۲۹ مسئول موتور ژنراتور. در این بین کادر آموزشی و نظارتی شامل سه ستوان دوم زن و ۳۰ افسر نظامی بود. خدمت اجباری یک بحران جزئی برای سازمان لوتا سورد ایجاد کرد که بر اصل عدم خشونت تأکید کرده بود. به دلیل تهدید تهاجم شوروی، کمیته مرکزی لوتا سوارد مجبور شد با مسلح کردن زنان موافقت کند. جمله معروفی از فانی لوکونن در این زمینه وجود دارد. او به عنوان رهبر لوتا سوارد، گفت: خدمت مسلحانه برای زنان به معنای «مرگ زنانگی» است، اما شرایط زمان جنگ نیاز به اقدامات فوق‌العاده‌ای دارد.

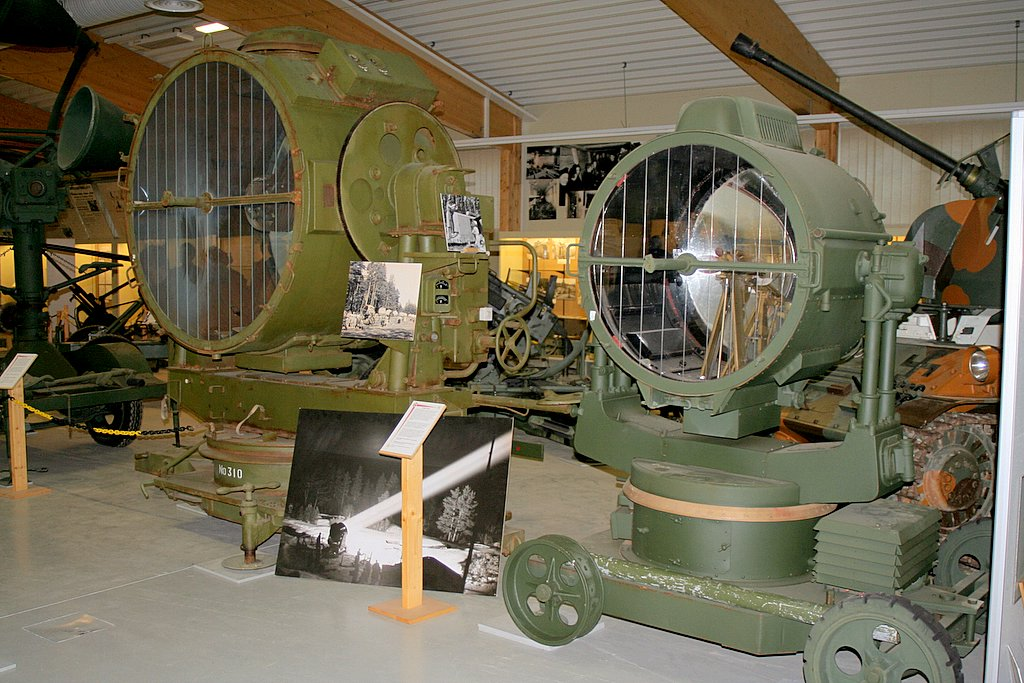
نورافکن‌های ضدهوایی در موزه هوایی توسولا